# District de Tatau
Le district de Tatau (malais : Daerah Tatau) est un district administratif de l'État malaisien du Sarawak, qui fait partie de la Division de Bintulu. La capitale du district est dans la ville de Tatau.

### Liens connexes
- Districts de Malaisie